# ファミリア (アパレルメーカー)
株式会社ファミリア（英: Familiar, Ltd.）は、兵庫県神戸市中央区に本社を置く、子供服を中心とするアパレルメーカーである。

## 会社概要
創業から今日まで、子供服・子供向け用品・ベビー用品の取り扱いを専業としている。シロクマの子供をイメージキャラクターにあしらっていることで知られ、また皇室御用達として、日本の子供服の草分け的存在としての知名度も高い。全国各地の百貨店内にショールームを展開する。
過去にはピーターラビットなどの多くの人気キャラクター製品を取り扱っていたが、現在はオリジナルブランドが中心となっている。

## 沿革
- 1948年（昭和23年）12月 - 坂野惇子ほか計4人の女性により、モトヤベビーショップを神戸市で創業[広報 1]。
- 1950年（昭和25年）4月 -  店名をモトヤからファミリアに改称し、株式会社ファミリアに改組。
- 1951年（昭和26年）4月 - 大阪・梅田の阪急百貨店うめだ本店に初の直営店をオープンさせる。
- 1956年（昭和31年）5月 - 東京・銀座の数寄屋橋阪急百貨店（現・モザイク銀座阪急）に2つ目の直営店を出店し、全国展開を開始する。
- 1964年（昭和39年）4月 - 日本で初めて「スヌーピー」の商品化権を取得し、Tシャツ、ジーンズ、トレーナー、ズボン、スカート等の衣料品と、ぬいぐるみを製造してキャラクターマーチャンダイジングに於ける先鞭を付ける。[2]
- 1970年（昭和45年）4月 - スヌーピーのキャラクター商品(アパレル以外の小物類、生活雑貨等)の製造販売を開始。
- 1976年（昭和51年）9月 - 日本初の子供百貨店となる「銀座ファミリア」オープン。
- 1999年（平成11年）9月 - 銀座本店オープン。
- 2015年（平成27年）4月 - 白金台にファミリアプリスクールを開園。
- 2016年（平成28年）10月 - NHKの連続テレビ小説『べっぴんさん』放送。
- 2018年（平成30年）
  - 9月8日 - 神戸元町本店を閉店[3]。
  - 9月8日 - 神戸本店を神戸市中央区西町に移転し、開業[3]。

## 余談
ファミリアの人気は創業の地である神戸を中心とした関西圏で特に根強く、親子二代、あるいは三代に渡って愛用している顧客も少なくない。
また、神戸の私立校に通う女子中高生の間ではファミリアの布製バッグを「デニムバッグ」「レッスンバッグ」と呼び、通学用のサブバッグとして愛用する習慣がある。

## 直営店一覧
各店舗の詳細は公式サイト「株式会社ファミリア　ショップ情報」を参照。

## 関連会社
- 日本ベビーグロー株式会社
- 株式会社ファミリアソーイング秋田

#### 広報資料・プレスリリースなど一次資料
1. ↑  ファミリア創業者について Archived 2016年3月8日, at the Wayback Machine.、ファミリア公式サイト、2016年1月12日閲覧。